# Tropidodipsas sartorii
La culebra caracolera terrestre (Tropidodipsas sartorii) es una especie de serpiente que pertenece a la familia Dipsadidae. Es nativa del México neotropical, Belice, Guatemala, El Salvador, Honduras, Nicaragua y Costa Rica. Su hábitat natural son las selvas tropicales y subtropicales. Puede tolerar cierto grado de deforestación. Su rango altitudinal oscila entre 0 y 2000 m s. n. m.. Es una especie terrestre, que se alimenta de gastrópodos; imita a las serpientes de coral del género Micrurus.

## Taxonomía
Se reconocen las siguientes subespecies:
- Tropidodipsas sartorii macdougalli Smith, 1943
- Tropidodipsas sartorii sartorii (Cope, 1863)

## Descripción
Esta serpiente puede medir un máximo de 75 centímetros. Su cuerpo puede ser delgado o medianamente robusto, con una cabeza mediana y ligeramente diferenciada del cuello y cola mediana a larga. Las escamas dorsales son lisas. Tienen una coloración variada, con anillos amarillos brillantes, blanco-crema, naranja o rojos, separados por anillos largos y negros. El dorso de la cabeza es negro con un anillo nucal. La escama anal es completa y tiene subcaudales divididas. No son venenosas.